# Trichys fasciculata
Їжатець довгохвостий (Trichys fasciculata) — єдиний представник роду Trichys з родини Їжатцевих, що мешкає на частині Малайського півострова, на островах Борнео й Суматра у лісах та посівних площах.

## Зовнішня морфологія
Зовні нагадує великого щура. Довжина голови й тіла 350—480 мм, хвоста — 175—230 мм, вага: 1,75-2,25 кг. Хутро зверху коричневе, знизу білувате. Тіло покрите рівними, гнучкими голками помірної довжини. Так як голки знаходяться переважно ззаду, при обороні він повертається спиною до противника. Хвіст коричневий і лускатий; він легко відривається і багато дорослих особин, особливо жіночої статі, — безхвості. Передні ноги мають чотири пальці, а задні — п'ять, всі пов'язані безперервними мембранами і озброєні товстими кігтями.

## Поведінка
Їжатець довгохвостий не може ощетинюватись і тріскотіти своїми голками. Активність проявляє переважно вночі. Хоча він — переважно наземна істота, все ж він є хорошим альпіністом, вилазячи за продовольством на дерева й кущі. Притулок знаходить у природних печерах, кам'яних щілинах, підземних норах, виритих іншими ссавцями; можуть також рити нори самі у м'якому ґрунті тропічних лісів. Головним чином травоїдні (особливо люблять фрукти, насіння, пагони бамбука), але поживою можуть бути й безхребетні. Є повідомлення, що він знищує ананаси в деяких областях.